# 猫街镇
猫街镇，是中华人民共和国云南省楚雄彝族自治州武定县下辖的一个乡镇级行政单位。

## 行政区划
猫街镇下辖以下地区：
猫街村、仓房村、白子村、汤郎村、永泉村、白云庵村、大麦地村、龙庆关村、七排村、秧草地村、麦地冲村、大厂村、五乍甸村、半山村和三家村。